# Albizia masikororum
Albizia masikororum är en ärtväxtart som beskrevs av René Viguier. Albizia masikororum ingår i släktet Albizia och familjen ärtväxter. Inga underarter finns listade i Catalogue of Life.